# Był sobie chłopiec (serial telewizyjny)
Był sobie chłopiec (ang. About a Boy, od 2014) – amerykański serial telewizyjny, komedia wyprodukowana przez Universal Television, Working Title Films, True Jack Productions oraz Tribeca Productions. 9 maja 2013 roku NBC zamówiła serial na sezon telewizyjny 2013/14, który będzie emitowany w midseasonie. Serial jest adaptacją noweli o tym samym tytule autorstwa Nick Hornby. Scenariusz serialu napisał Jason Katims.
10 stycznia 2014 roku NBC potwierdziła datę premiery serialu, którą zaplanowano na 22 lutego 2014 roku. Pilotowy odcinek zostanie pokazany tuż po transmisji Zimowych Igrzysk Olimpijskich. W Polsce premiera serialu odbędzie się 26 czerwca 2014 roku na antenie Canal+.

9 maja 2015 roku stacja NBC ogłosiła zakończenia produkcji serialu po drugim sezonie.

## Fabuła
Serial skupia się na relacji między Marcusem, który wprowadza się ze swoją matką do sąsiedztwa, a Willem Freemananem, który jest kawalerem, a zachowuje się jak dziecko.

## Obsada
- David Walton jako Will Freeman
- Minnie Driver jako  Fiona Brewer
- Benjamin Stockham jako Marcus Brewer
- Al Madrigal jako Andy

## Role drugoplanowe
- Annie Mumolo jako Laurie[5]
- Leslie Bibb jako Dakota
- Adrianne Palicki jako Samantha Lake
- Izabela Vidovic jako Shea Garcia-Miller
- Will Sasso jako Lou
- Keith Powell jako Richard
- Dusan Brown jako Jackson
- Dax Shepard jako Crosby Braverman
- Zach Cregger jako TJ
- Rachel Breitag jako Shasta
- Amelia Cohn jako Patron
- Andrea Anders jako Joanne
- Cricket Wampler jako Hannah Bickleman

## Odcinki
| Sezon | Sezon | Odcinki | Oryginalna emisja    | Oryginalna emisja | Oryginalna emisja | Oryginalna emisja | Oryginalna emisja |
| Sezon | Sezon | Odcinki | Premiera sezonu      | Finał sezonu      | Premiera sezonu   | Finał sezonu      |                   |
| ----- | ----- | ------- | -------------------- | ----------------- | ----------------- | ----------------- | ----------------- |
|       | 1     | 13      | 23 lutego 2014       | 13 maja 2014      | 26 czerwca 2014   | 18 września 2014  |                   |
|       | 2     | 14      | 14 października 2014 | 17 lutego 2015    | 4 sierpnia 2015   | brak danych       |                   |